# Alemania Occidental en los Juegos Paralímpicos de Arnhem 1980
Alemania Occidental estuvo representada en los Juegos Paralímpicos de Arnhem 1980 por un total de 128 deportistas, 104 hombres y 24 mujeres.

## Medallistas
El equipo paralímpico obtuvo las siguientes medallas:
| Nombre                                                  | Deporte                       | Evento                                            |
| ------------------------------------------------------- | ----------------------------- | ------------------------------------------------- |
| Oro                                                     |                               |                                                   |
| I. Schafhausen                                          | Atletismo                     | 400 m B femenino                                  |
| I. Schafhausen                                          | Atletismo                     | 800 m B femenino                                  |
| I. Schafhausen                                          | Atletismo                     | Salto de longitud B femenino                      |
| Susanne Wittje                                          | Atletismo                     | 800 m A femenino                                  |
| Petra Schad                                             | Atletismo                     | 1500 m F1 femenino                                |
| B. Eckert                                               | Atletismo                     | Eslalon 4 femenino                                |
| Margit Quell                                            | Atletismo                     | Pentatlón 2 femenino                              |
| Waltraud Hagenlocher                                    | Atletismo                     | Pentatlón 3 femenino                              |
| Ilse Bohning                                            | Atletismo                     | Pentatlón A femenino                              |
| Matthias Berg                                           | Atletismo                     | 100 m F1 masculino                                |
| Matthias Berg                                           | Atletismo                     | 400 m F1 masculino                                |
| Matthias Berg                                           | Atletismo                     | Salto de longitud F1 masculino                    |
| Jürgen Johann                                           | Atletismo                     | 400 m C masculino                                 |
| Jürgen Johann                                           | Atletismo                     | Salto de altura C masculino                       |
| Hans Josefiak                                           | Atletismo                     | Disco C masculino                                 |
| Hans Josefiak                                           | Atletismo                     | Peso C masculino                                  |
| Alois Beez                                              | Atletismo                     | Disco E masculino                                 |
| Alois Beez                                              | Atletismo                     | Peso E masculino                                  |
| Günter Spieß                                            | Atletismo                     | Jabalina 1C masculino                             |
| Günter Spieß                                            | Atletismo                     | Peso 1C masculino                                 |
| K. Wagner                                               | Atletismo                     | 100 m D masculino                                 |
| Karl Schröder                                           | Atletismo                     | 1500 m F masculino                                |
| Andreas Brand                                           | Atletismo                     | Eslalon F1 masculino                              |
| E. Benz                                                 | Atletismo                     | Jabalina 4 masculino                              |
| Siegmar Henker                                          | Atletismo                     | Pentatlón 1C masculino                            |
| Walter Hertle                                           | Atletismo                     | Pentatlón 2 masculino                             |
| Johann Schuhbauer                                       | Atletismo                     | Pentatlón 4 masculino                             |
| Equipo                                                  | Atletismo                     | 4 × 100 m C masculino                             |
| Equipo                                                  | Atletismo                     | 4 × 100 m D masculino                             |
| Equipo                                                  | Atletismo                     | 4 × 100 m E-F1 masculino                          |
| Equipo                                                  | Atletismo                     | 4 × 400 m E masculino                             |
| Equipo                                                  | Baloncesto en silla de ruedas | Torneo femenino                                   |
| C. Swanepoel                                            | Bolos sobre hierba            | Individual 2-5 femenino                           |
| Equipo                                                  | Dartchery                     | Dobles clase abierta masculino                    |
| Hans-Joachim Böhm                                       | Esgrima en silla de ruedas    | Florete individual 2-3 masculino                  |
| Günter Spieß                                            | Esgrima en silla de ruedas    | Florete individual 1C mixto                       |
| Equipo                                                  | Golbol                        | Torneo masculino                                  |
| C. Swanepoel                                            | Natación                      | 50 m mariposa 5 femenino                          |
| C. Swanepoel                                            | Natación                      | 100 m braza 5 femenino                            |
| C. Swanepoel                                            | Natación                      | 100 m espalda 5 femenino                          |
| C. Swanepoel                                            | Natación                      | 100 m libre 5 femenino                            |
| C. Swanepoel                                            | Natación                      | 200 m estilos 5 femenino                          |
| Petra Schad                                             | Natación                      | 50 m braza F1 femenino                            |
| Petra Schad                                             | Natación                      | 100 m estilos F1 femenino                         |
| D. Weber                                                | Natación                      | 25 m mariposa 2 femenino                          |
| Margit Quell                                            | Natación                      | 50 m braza 2 femenino                             |
| U. Sievert                                              | Natación                      | 50 m espalda F1 femenino                          |
| Karl Schröder                                           | Natación                      | 50 m espalda F masculino                          |
| Karl Schröder                                           | Natación                      | 50 m libre F masculino                            |
| Karl Schröder                                           | Natación                      | 150 m estilos F masculino                         |
| R. Scharmentke                                          | Natación                      | 50 m braza F1 masculino                           |
| Manfred Emmel Siegmar Henker H. Tietze                  | Natación                      | 3 × 25 m libre 1A-1C masculino                    |
| Equipo                                                  | Natación                      | 3 × 50 m libre E-F masculino                      |
| Equipo                                                  | Natación                      | 3 × 50 m libre E1-F1 masculino                    |
| Equipo                                                  | Natación                      | 4 × 100 m libre C-D masculino                     |
| Equipo                                                  | Natación                      | 4 × 100 m estilos D masculino                     |
| Manfred Emmel                                           | Tenis de mesa                 | Individual 1C masculino                           |
| Manfred Knabe                                           | Tenis de mesa                 | Individual C masculino                            |
| P. Kroll                                                | Tenis de mesa                 | Individual D masculino                            |
| K. Kelzenberg                                           | Tenis de mesa                 | Individual F masculino                            |
| G. Majer                                                | Tenis de mesa                 | Individual J masculino                            |
| Manfred Emmel R. Lörcher                                | Tenis de mesa                 | Equipo 2 masculino                                |
| Heinz Simon H. Gentner                                  | Tenis de mesa                 | Equipo 3 masculino                                |
| B. Börstler G. Laner                                    | Tenis de mesa                 | Equipo 1C masculino                               |
| K. Kelzenberg L. Mauelshagen                            | Tenis de mesa                 | Equipo F masculino                                |
| H. Geiss                                                | Tiro con arco                 | Doble ronda FITA paraplejia masculino             |
| Siegmar Henker                                          | Tiro con arco                 | Distancia corta tetraplejia masculino             |
| Manfred Brenne Hilmar Butenhoff K. Pohl                 | Tiro con arco                 | Ronda doble FITA por equipos amputación masculino |
| Plata                                                   |                               |                                                   |
| U. Sievert                                              | Atletismo                     | 400 m F1 femenino                                 |
| U. Sievert                                              | Atletismo                     | Salto de longitud F1 femenino                     |
| C. Swanepoel                                            | Atletismo                     | Disco 5 femenino                                  |
| C. Swanepoel                                            | Atletismo                     | Peso 5 femenino                                   |
| Ilse Bohning                                            | Atletismo                     | Peso A femenino                                   |
| Ilse Bohning                                            | Atletismo                     | Salto de altura A femenino                        |
| C. Zeyher                                               | Atletismo                     | Eslalon 4 femenino                                |
| Rita Breuer                                             | Atletismo                     | Eslalon 5 femenino                                |
| Waltraud Hagenlocher                                    | Atletismo                     | Peso 3 femenino                                   |
| G. Fieber                                               | Atletismo                     | Peso B femenino                                   |
| S. Battran                                              | Atletismo                     | Pentatlón 4 femenino                              |
| S. Roelli                                               | Atletismo                     | Pentatlón 5 femenino                              |
| Edund Weber                                             | Atletismo                     | Disco 1A masculino                                |
| Edund Weber                                             | Atletismo                     | Peso 1A masculino                                 |
| Siegmar Henker                                          | Atletismo                     | Jabalina 1C masculino                             |
| Siegmar Henker                                          | Atletismo                     | Peso 1C masculino                                 |
| K. Will                                                 | Atletismo                     | 400 m D masculino                                 |
| R. Scharmentke                                          | Atletismo                     | 400 m F1 masculino                                |
| Klaus Meyer                                             | Atletismo                     | 400 m A masculino                                 |
| Dieter Grundmann                                        | Atletismo                     | Disco A masculino                                 |
| Gregor Golombek                                         | Atletismo                     | Eslalon 3 masculino                               |
| Matthias Berg                                           | Atletismo                     | Eslalon F1 masculino                              |
| Alois Beez                                              | Atletismo                     | Jabalina E masculino                              |
| Johann Schuhbauer                                       | Atletismo                     | Jabalina 4 masculino                              |
| Walter Hertle                                           | Atletismo                     | Peso 2 masculino                                  |
| Jürgen Johann                                           | Atletismo                     | Salto de longitud C masculino                     |
| Dieter Leicht                                           | Esgrima en silla de ruedas    | Espada individual 4-5 masculino                   |
| Reich                                                   | Esgrima en silla de ruedas    | Florete individual 4-5 masculino                  |
| Equipo                                                  | Esgrima en silla de ruedas    | Florete por equipos masculino                     |
| D. Weber                                                | Natación                      | 50 m braza 2 femenino                             |
| D. Weber                                                | Natación                      | 50 m espalda 2 femenino                           |
| D. Weber                                                | Natación                      | 50 m libre 2 femenino                             |
| D. Weber                                                | Natación                      | 75 m estilos 2 femenino                           |
| U. Sievert                                              | Natación                      | 50 m braza F1 femenino                            |
| U. Sievert                                              | Natación                      | 100 m estilos F1 femenino                         |
| G. Gattinger                                            | Natación                      | 100 m espalda 6 masculino                         |
| G. Gattinger                                            | Natación                      | 100 m mariposa 6 masculino                        |
| G. Gattinger                                            | Natación                      | 200 m estilos 6 masculino                         |
| Andreas Brand                                           | Natación                      | 50 m braza F1 masculino                           |
| Andreas Brand                                           | Natación                      | 50 m estilos F1 masculino                         |
| H. Tietze                                               | Natación                      | 25 m braza 1A masculino                           |
| Manfred Emmel                                           | Natación                      | 25 m libre 1C masculino                           |
| K. Kampka                                               | Natación                      | 50 m braza E1 masculino                           |
| R. Scharmentke                                          | Natación                      | 50 m espalda F1 masculino                         |
| Wolfgang Goris                                          | Natación                      | 150 m estilos D1 masculino                        |
| B. Börstler                                             | Tenis de mesa                 | Individual 1C masculino                           |
| Manfred Knabe H. J. Hoppe P. Kroll                      | Tenis de mesa                 | Equipo C masculino                                |
| Manfred Brenne                                          | Tiro con arco                 | Doble ronda FITA amputación masculino             |
| Bronce                                                  |                               |                                                   |
| Petra Schad                                             | Atletismo                     | 400 m F1 femenino                                 |
| Petra Schad                                             | Atletismo                     | Salto de longitud F1 femenino                     |
| Brigitte Otto-Lange                                     | Atletismo                     | Jabalina A femenino                               |
| Brigitte Otto-Lange                                     | Atletismo                     | Peso A femenino                                   |
| C. Zeyher                                               | Atletismo                     | 1500 m 4 femenino                                 |
| G. Fieber                                               | Atletismo                     | Disco B femenino                                  |
| Margit Quell                                            | Atletismo                     | Eslalon 2 femenino                                |
| W. Flach                                                | Atletismo                     | Pentatlón 4 femenino                              |
| Waltraud Hagenlocher Errol Marklein S. Roelli C. Zeyher | Atletismo                     | 4 × 60 m 2-5 femenino                             |
| R. Scharmentke                                          | Atletismo                     | 100 m F1 masculino                                |
| R. Scharmentke                                          | Atletismo                     | Salto de longitud F1 masculino                    |
| E. Kühnel                                               | Atletismo                     | Jabalina C masculino                              |
| E. Kühnel                                               | Atletismo                     | Peso C masculino                                  |
| W. Knorrs                                               | Atletismo                     | Salto de altura B masculino                       |
| W. Knorrs                                               | Atletismo                     | Salto de longitud B masculino                     |
| Norbert Kolodzie                                        | Atletismo                     | Salto de altura D masculino                       |
| Norbert Kolodzie                                        | Atletismo                     | Salto de longitud D masculino                     |
| K. Will                                                 | Atletismo                     | 100 m D masculino                                 |
| K. Wagner                                               | Atletismo                     | 400 m D masculino                                 |
| Johann Schuhbauer                                       | Atletismo                     | Peso 4 masculino                                  |
| Dieter Grundmann                                        | Atletismo                     | Peso A masculino                                  |
| G. Dorst                                                | Atletismo                     | Peso D masculino                                  |
| Jürgen Kern                                             | Atletismo                     | Peso F masculino                                  |
| P. Ost                                                  | Atletismo                     | Pentatlón 5 masculino                             |
| Hans-Joachim Böhm                                       | Esgrima en silla de ruedas    | Sable individual 2-3 masculino                    |
| Equipo                                                  | Esgrima en silla de ruedas    | Espada por equipos masculino                      |
| Karen Gesierich                                         | Natación                      | 100 m libre C-D femenino                          |
| Equipo                                                  | Natación                      | 4 × 100 m libre A-B femenino                      |
| K. Petereit                                             | Natación                      | 50 m braza F masculino                            |
| K. Petereit                                             | Natación                      | 150 m estilos F masculino                         |
| Siegmar Henker                                          | Natación                      | 25 m braza 1C masculino                           |
| H. Tietze                                               | Natación                      | 25 m libre 1A masculino                           |
| Andreas Brand                                           | Natación                      | 50 m espalda F1 masculino                         |
| W. Wecker                                               | Natación                      | 100 m braza D masculino                           |
| Wolfgang Goris                                          | Natación                      | 100 m braza D1 masculino                          |
| G. Gattinger                                            | Natación                      | 100 m libre 6 masculino                           |
| G. Schweitzer                                           | Natación                      | 100 m mariposa E masculino                        |
| Ruth Lamsbach                                           | Tenis de mesa                 | Individual 2 femenino                             |
| Bruno Hassler                                           | Tenis de mesa                 | Individual 1B masculino                           |
| H. J. Hoppe                                             | Tenis de mesa                 | Individual C masculino                            |
| H. Lieven                                               | Tenis de mesa                 | Individual E masculino                            |
| L. Mauelshagen                                          | Tenis de mesa                 | Individual F masculino                            |
| W. Huhnerbein H. Lieven                                 | Tenis de mesa                 | Equipo E masculino                                |
| Anneliese Dersen                                        | Tiro con arco                 | Doble ronda FITA paraplejia femenino              |
| H. Geiss U. Pfeffer R. Schmidberger                     | Tiro con arco                 | Ronda doble FITA por equipos paraplejia masculino |
| Equipo                                                  | Voleibol de pie               | Torneo masculino                                  |